# 후안 카를로스 아르테체
후안 카를로스 아르테체 고메스(스페인어: Juan Carlos Arteche Gómez; 1957년 4월 11일, 칸타브리아 주 말리아뇨 ~ 2010년 10월 13일, 마드리드 주 마드리드)는 스페인의 전직 축구 선수로, 현역 시절 중앙 수비수로 활약했다.
육체적 능력과 공중 장악 능력에 두각을 나타낸 그는 11년을 아틀레티코 마드리드에서 보냈고, 구단의 경기에 400번 가까이 출전했다.

## 클럽 경력
칸타브리아 주 말리아뇨 출신인 아르테체는 처음에 농구와 테니스를 하다가 라싱 산탄데르에서 프로 축구에 입문했다. 그는 1976-77 시즌에 신고식을 치러 16번의 라 리가 경기에 출전했는데, 소속 구단은 리그에서 15위로 강등을 간신히 피했다.
라싱에서 1년을 더 보낸 아르테체는 아틀레티코 마드리드로 이적하여 부동의 주전으로 거듭나 선수단 주장도 역임했다. 1984-85 시즌, 매트리스 제작자들은 바르셀로나에 이어 리그 준우승을 차지했고, 같은 해 코파 델 레이 정상에 올랐다. 이듬해에는 컵위너스컵 결승전 진출에 일조했지만, 디나모 키이우에 0-3으로 패하면서 준우승에 만족해야 했다.
1988-89 시즌 논란의 헤수스 힐 회장과의 사적 문제로 인해 2경기 출전에 그친 아르테체는 32세에 현역 은퇴를 선언했다.

## 국가대표팀 경력
아르테체는 3달 동안 스페인 국가대표팀 4경기에 출전했고, 1986년 11월 12일에 루마니아와의 유로 1988 예선전에서 첫 국가대표팀 경기였다. 그의 마지막 국가대표팀 경기는 마드리드에서 열린 잉글랜드와의 친선경기로 게리 리네커에게 4골을 헌납해 2-4로 패했다.

## 최후
혈액암으로 오랜 기간 투병을 이어오던 아르테체는 향년 53세로 2010년 10월 13일에 마드리드에서 영면에 들었다.

## 수상
아틀레티코 마드리드
- 코파 델 레이: 1984-85
- 수페르코파 데 에스파냐: 1985
- 컵위너스컵 준우승: 1985-86

1. ↑  Arteche nació central (아르테체, 타고난 최후방 수비수); El País, 2010년 10월 13일 (스페인어)
2. ↑  Cumplió el sueño de la selección (그는 국가대표팀 숙원을 풀었다); Mundo Deportivo, 2004년 10월 27일 (스페인어)
3. ↑  Arteche, la 'muralla' del Atlético de Madrid (아르테체, 아틀레티코 마드리드의 '벽'); El Diario Montañés, 2010년 10월 13일 (스페인어)
4. ↑  Ross, James M. “European Competitions 1985–86”. RSSSF. 2012년 12월 10일에 확인함.
5. ↑  Arteche, Landáburu, Quique y Setién ganan a Gil en los juzgados, pero no juegan (아르테체, 란다부루, 키케, 그리고 세티엔 - 힐과 함께 법정에 서되 경기하지 않는다); El País, 1988년 12월 2일 (스페인어)
6. ↑  2–4: Gary Lineker, al frente de la escuadra inglesa, hundió en el Bernabéu a la España de Miguel Muñoz (2–4: 게리 리네커, 잉글랜드를 견인하여 베르나베우에서 미겔 무뇨스의 스페인 격침); ABC, 1987년 2월 19일 (스페인어)
7. ↑  A Lineker se le da bien el Bernabéu (베르나베우는 확실이 마음에 들어하는 리네커); El País, 1987년 2월 19일 (스페인어)
8. ↑  Fallece el futbolista Juan Carlos Arteche a causa de un cáncer (축구인 후안 카를로스 아르테체, 암으로 별세); El País, 2010년 10월 13일 (스페인어)